# Eugène Berode
Eugène Berode (Tienen, 24 mei 1931 – 26 april 2011) was taalcolumnist bij de krant De Standaard en de allereerste taaladviseur van de Vlaamse publieke omroep BRT.

## Carrière
Eugène Berode was van 1971 tot aan zijn pensioen in 1996 taaladviseur bij de BRT. Tussen 1983 en 2000 schreef hij voor De Standaard ook columns over taal.
Na het behalen van zijn diploma Germaanse filologie aan de Katholieke Universiteit Leuven en het doorlopen van een lerarenopleiding, startte Eugène Berode zijn carrière in het onderwijs. Hij was leraar Nederlands in het Atheneum Sint-Truiden en het Sint-Janscollege te Meldert (Hoegaarden) en leraar in het Vrij Instituut voor Avondleergangen in Tienen.
In 1971 werd hij de allereerste taaladviseur bij de BRT. Zijn werk bestond uit het taalkundig trainen van presentatoren en journalisten. Hij deed dat door aandachtig tv- en radioprogramma's te beluisteren en taalkundige opmerkingen te noteren. Die stak hij dan in zijn – inmiddels legendarische – blauwe enveloppen. Verder evalueerde Berode ook stemaudities van kandidaat-personeelsleden en werkte hij mee aan opleidingsprogramma's voor personeelsleden.
Berode was BRT-vertegenwoordiger, en later voorzitter, van de Raad voor Taaladvies. In 1983 werd hij lid van de Raad voor de Nederlandse Taal en Letteren en begon hij met het schrijven van wekelijkse taalcolumns in de krant De Standaard. In 1991 werd hij door de Vlaamse Raad geëerd met een erepenning voor zijn inzet voor het gebruik van vlot en correct Nederlands in Vlaanderen.
Berode ging in 1996 met pensioen, maar bleef tot 2000 taalcolumns in De Standaard verzorgen.
- International Standard Name Identifier: 0000 0003 9514 6434
- Nederlandse Thesaurus van Auteursnamen: 072278102
- Virtual International Authority File: 289807357
- WorldCat: E39PBJgMCFyfVxPgmdqfx3FR8C